# Diego Restrepo
Diego Alejandro Restrepo Garcia (Mérida, Venezuela; 25 de febrero de 1988) es un exfutbolista y entrenador estadounidense nacido en Venezuela. También posee la nacionalidad colombiana. Es entrenador de porteros del D.C. United desde 2022.
Nacido en Venezuela, llegó a Colombia un mes después, fue formado futbolísticamente en Estados Unidos donde se hizo ciudadano a los ocho años, por lo cual tiene las tres nacionalidades. Diego ha representado a los Estados Unidos en las selecciones sub-17 y sub-20 de fútbol. Diego fue nombrado a la selección sub-17 de los Estados Unidos la cual participó en la Copa Mundial de Fútbol Sub-17 de 2005 realizada en Perú. Diego descendió al América de Cali en 2011 al no atajar ninguna pelota en la tanda de penales.

## Trayectoria

### Fútbol colegial y amateur
Restrepo vivió en Colombia hasta los 10 años, antes de trasladarse a  West Palm Beach, Florida; asistió a la American Heritage School. A los 14 años es invitado a formar parte de la seleccions nacional sub-17 de los EE. UU., con base en la IMG Soccer Academy de Bradenton, Florida. Forma parte del a selección sub-17 de los EE. UU. que participa en el mundial sub-17 en Perú 2015, y también forma part de la selección sub-20 de los EE. UU. Al terminar la secundaria, pasa al fútbol Universitario de la NCAA, jugando por tres años en la Universidad del Sur de la Florida con la que ganó el título de la Conferencia Big East en 2008, en 2009 es transferido al Virginia Cavaliers de la Universidad de Virginia.

### Universidad de Virginia
En el 2009, se establece como arquero titular de la Universidad de Virginia, con la cual sale campeón del Campeonato de la Conferencia Atlántica y el Campeonato Nacional de Universidades de los Estados Unidos. En la temporada 2009, Diego rompió récords establecidos por el legendario Tony Meola en Virginia de partidos jugados (25), minutos jugados (2348), partidos con valla invicta (16), partidos consecutivos con la valla invicta (11) y minutos consecutivos sin recibir gol (1176). Diego fue nombrado jugador más valioso (MVP) del torneo de la Conferencia Atlántica (ACC) y jugador defensivo más valioso (Defensive MVP) del Torneo Nacional (NCAA Tournament).

### Carrera profesional
Restrepo viaja en enero del 2011 a Colombia para probar en América de Cali, en la pretemporada jugo amistosos en Colombia y Perú, ganando la Copa Cafam. Finalmente es confirmado como parte del equipo profesional.
El 9 de marzo disputa su primer partido en un torneo oficial, la Copa Colombia 2011 contra Pacífico F.C. y el miércoles, 31 de agosto del 2011 debuta en la Liga Postobon, en el empate del América 1-1 contra Pereira. En las siguientes fechas es suplente de Julián Viáfara, pero tras la sanción de este por dopaje se queda con el puesto jugando en los play off contra Once Caldas, luego de empatar en la ida (0:0) en el partido de vuelta es expulsado al minuto 70, cuando el marcador iba igualado a ceros, para finalmente el América caer 2:0. Fue titular en el segundo partido de la serie de promoción contra Patriotas, marcador final de 1-1, 2-2 en el global, para luego caer 3-4 en penales.
El 29 de diciembre de 2011 se confirma su regreso a Venezuela, esta vez para jugar con el Deportivo Táchira. El miércoles 29 de agosto de 2012, debuta oficialmente ante el Deportivo San Antonio en partido de Copa Venezuela. El partido culmina 0-0  y Restrepo es nombrado por los medios como el jugador figura del encuentro. Toma la titularidad en la liga para los últimos 4 partidos, con un récord de 2 victorias, 1 empate, 1 derrota y 2 arcos en cero.
El 29 de marzo del 2013, se anuncia el fichaje de Diego con los Tampa Bay Rowdies de la North American Soccer League por 2 temporadas. Restrepo se afianza como figura de los Rowdies, jugando 26 partidos, donde es nombrado como el mejor arquero de la liga 7 veces, y mejor jugador de la liga 3 veces. En la pre-temporade el 2014, Restrepo sufre una rotura del talón de Achiles. Tras recuperarse de la lesión, es transferido al Charlotte Independence, y después de corto tiempo regresa al fútbol de primera división, fichando con el Metropolitanos Futbol Club de Venezuela, donde jugó 16 partidos como arquero titular.
Luego de su salida del San Antonio F.C. de la USL al término de la temporada 2018, donde en 2017 ganó el premio al portero del año de la USL, fichó por el Austin Bold FC el 16 de enero de 2019.

## Selección nacional
Nacido en Venezuela, Restrepo representó a los Estados Unidos en varias categorías juveniles, siendo parte de la selección sub-17 de Estados Unidos. En 2005 fue miembro de la plantilla que disputó la Copa Mundial de Fútbol Sub-17 de 2005 en Perú. También fue miembro del equipo sub-20 de Estados Unidos.

## Clubes
| Club                       | País                | Año                 | Partidos |
| -------------------------- | ------------------- | ------------------- | -------- |
| América de Cali            | Colombia            | 2011                | 4        |
| Deportivo Táchira          | Venezuela           | 2012                | 8        |
| Tampa Bay Rowdies          | Estados Unidos      | 2013-2014           | 26       |
| Charlotte Independence     | Estados Unidos      | 2015                | 2        |
| Metropolitanos Futbol Club | Venezuela           | 2015                | 12       |
| Fort Lauderdale Strikers   | Estados Unidos      | 2016                | 16       |
| Tampa Bay Rowdies          | Estados Unidos      | 2016                | 0        |
| San Antonio F.C.           | Estados Unidos      | 2017-2018           | 18       |
| Austin Bold FC             | Estados Unidos      | 2019-presente       |          |
| Total en su Carrera        | Total en su Carrera | Total en su Carrera | 86       |

## Palmarés
| Título                           | Club                              | País           | Año  |
| -------------------------------- | --------------------------------- | -------------- | ---- |
| Conferencia Big East             | Universidad del Sur de la Florida | Estados Unidos | 2008 |
| Conferencia de la Costa Atlatica | Universidad de Virginia           | Estados Unidos | 2009 |
| División I de la NCAA            | Universidad de Virginia           | Estados Unidos | 2009 |